# 奥塔博物馆
奥塔博物馆（法語：Musée Horta）是一座为展示比利时新艺术运动建筑师维克多·奥塔及其时代而建的博物馆。该馆坐落于布鲁塞尔圣希利斯的奥塔住宅与工作室（Maison & Atelier Horta，1898年）内。在壮观的新艺术运动风格的建筑内部，是永久性的由奥塔与其同时代者设计的家具、用具与艺术品，以及与他生平和时代相关的文件的展陈。该博物馆也组织关于奥塔及其艺术的临时展览。该建筑被联合国教科文组织列入世界文化遗产名录。

## 图片集

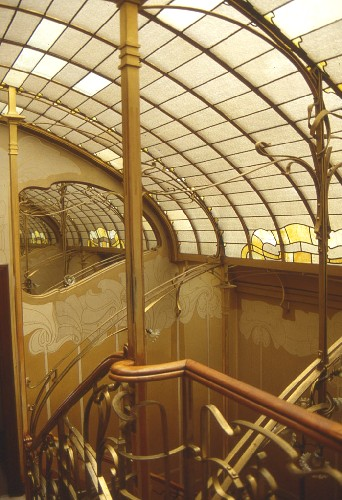
室内
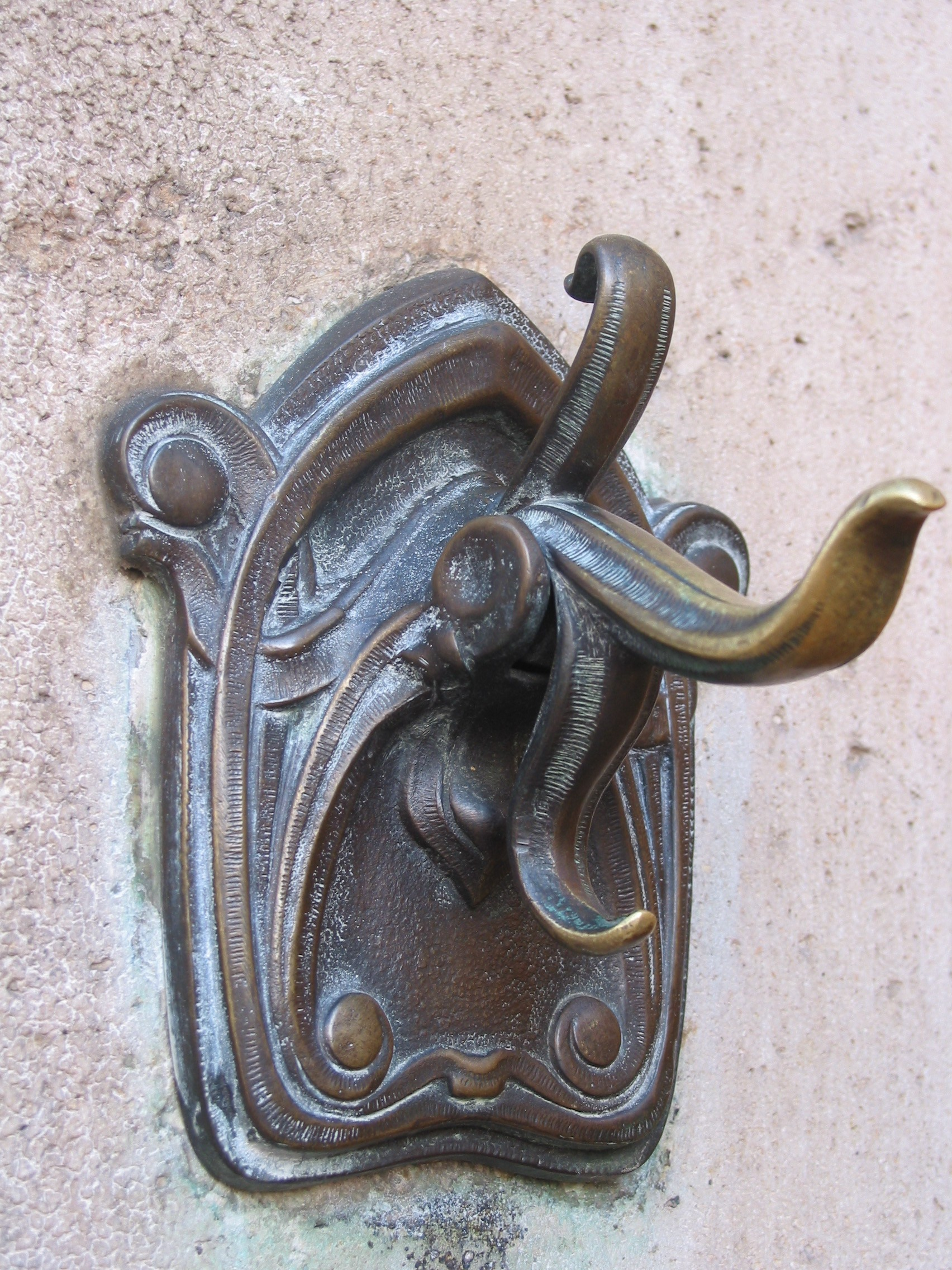
门铃
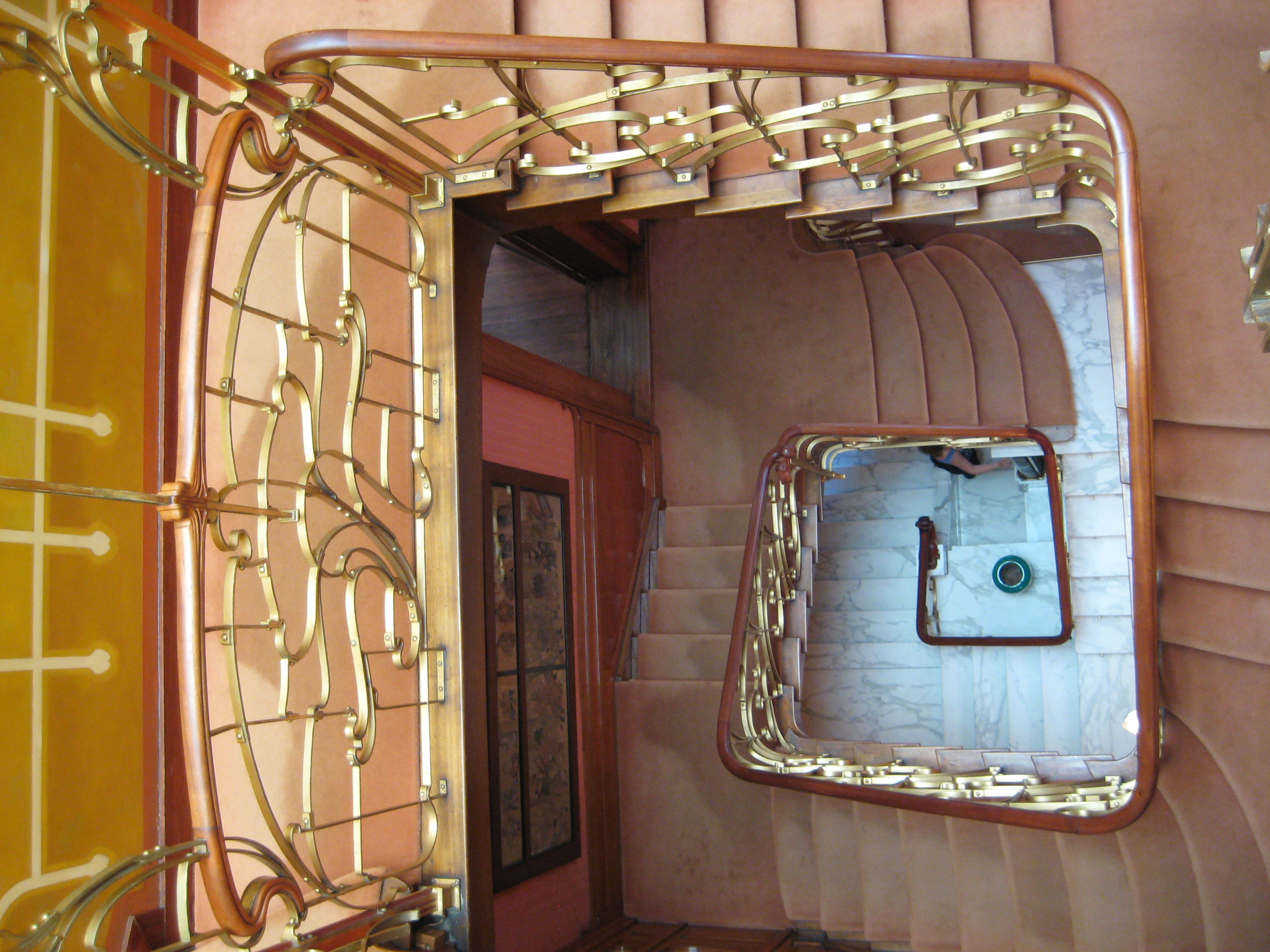
螺旋式楼梯，奥塔博物馆

## 荣誉
联合国教科文组织委员会于2000年将奥塔住宅与工作室认定为世界遗产。
|  | 这四座主要的城镇房屋——塔塞尔公馆、索尔维公馆、范埃特费尔德公馆以及奥塔住宅与工作室——位于布鲁塞尔，由新艺术运动早期发起者之一的建筑师维克多·奥塔设计，是19世纪末建筑中最引人注目的先锋作品。这些以其开放的设计，光线的散播，装饰刻线与建筑结构极其出色的结合为特征的作品代表了风格上的革命。 |

## 延伸阅读
Aubry, Françoise. . Gent: Ludion. 2001. OCLC 50212858.